# 쉐다르
카시오페이아자리 알파는 카시오페이아자리에서 첫 번째로 밝은 별로, 겉보기 등급은 +2.25이다. 예전부터 불려 왔던 이름으로는 쉐다르(Schedir), 샤다르, 쉐디르 그리고 세디르가 있다.
이 별은 오렌지색 거성으로 분광형은 K0III이며, 우리 태양에 비해 표면 온도는 다소 낮으나 덩치가 크기 때문에 광도는 훨씬 더 크다. 가시광선 영역에서 알파별은 태양보다 500배 밝다. 히파르코스 위성의 관측 결과 이 별은 지구에서 약 230광년(70파섹) 떨어져 있다.
쉐다르는 때때로 변광성으로 분류되어 왔으나, 19세기 이래 이 별의 밝기가 변화한 사례는 없었다. 워싱턴 이중성 목록에는 이 별 주위에 세 개의 동반성이 있다고 수록되었으나, 이후 이들 세 별은 단순히 같은 시선방향에 있을 뿐, 중력으로 묶여 있는 다중성계는 아닌 것으로 드러났다.